# Longquan (socken i Kina, Henan)
Longquan (kinesiska: 龙泉, 龙泉乡) är en socken i Kina. Den ligger i provinsen Henan, i den centrala delen av landet, omkring 150 kilometer norr om provinshuvudstaden Zhengzhou. Antalet invånare är 44 654. Befolkningen består av 21 509 kvinnor och 23 145 män. Barn under 15 år utgör 19,0 %, vuxna 15-64 år 70 %, och äldre över 65 år 9,0 %.
Genomsnittlig årsnederbörd är 641 millimeter. Den regnigaste månaden är juli, med i genomsnitt 220 mm nederbörd, och den torraste är januari, med 5 mm nederbörd.